# Белоленточные черви
«Белоленточные черви» — интернет-мем, собирательное название российских блогеров, поддерживающих российскую либеральную оппозицию и выступающих против президента России Владимира Путина, получившее распространение в Рунете с начала 2012 года. Восходит к названию Белой ленты — символа протестного движения в России 2011—2013 годов.

## История
Мем в период своего появления был связан непосредственно с оппозиционным политиком Алексеем Навальным и его последователями. В российском политическом дискурсе 2012 года он являлся инструментом негативной кампании против протестных блогеров. Будучи изначально направленным против либерально ориентированной оппозиции, со временем мем стал использоваться также по отношению к псевдооппозиции.
Большое количество текстовых упоминаний мема представляет собой комментарии к различным постам, которые в период возникновения мема посты посвящались преимущественно теме политического протеста, а позднее под новостями о текущих общественно-политических событиях, часто не имеющих отношения к протестам. Упоминание «белоленточных червей» начало использоваться во взаимосвязи с США, Болотным делом, понятиями «предатели», «расисты», «фашисты», «либералы» и т. д.

## Анализ явления
Доктор политических наук Е. В. Бродовская, совместно с исследователями И. С. Ивановым и С. А. Казаченко, определяя мем «белоленточные черви» мемом протеста, отмечает изменение его модальности и проблемного поля, а также переходы из реальной и виртуальной сред (цикл: оффлайн — онлайн — оффлайн — онлайн и т. д.). Данные исследователи подчёркивают, что точкой исхода мема являлась оффлайн-среда, а «доминирующей формой межсредового перехода является использование интернет-мемов в качестве слоганов/символики акций протеста». Авторы связывают тиражируемость интернет-контента, представляющего собой подобный мем протеста, «с лёгкостью модификации смысла, текстовой/визуальной формы».